# Marek Bogucki
Marek Bogucki (ur. 10 października 1968 w Otwocku) – polski aktor filmowy i teatralny.

## Życiorys
Jest absolwentem Państwowej Wyższej Szkoły Filmowej, Telewizyjnej i Teatralnej im. Leona Schillera w Łodzi. Aktor Teatru Bagatela w Krakowie.

## Filmografia
- 1998: Sława i chwała jako Wasia, marynarz w pociągu (odc. 2)
- 1999: Złotopolscy jako dziennikarz (odc. 195, 196)
- 2000–2003: Plebania jako policjant Wojtek
- 2000: Lokatorzy jako Krzysiek, nowy lokator (odc. 24)
- 2000–2002: Miodowe lata jako porucznik Michalski
- 2001: Marszałek Piłsudski
- 2001: M jak miłość jako ochroniarz Marty (odc. 50, 51)
- 2002: Szpital na perypetiach jako agent Duchowny z BBN (odc. 5)
- 2003: Klan jako prawnik, pełnomocnik kliniki przy Trakcie Lubelskim, która weszła w fuzję z Centrum Medycznym El-Med
- 2003: Powiedz to, Gabi
- 2004–2006: Pensjonat pod Różą jako policjant Karol Szlagowski
- 2004: Bulionerzy jako doradca finansowy Marek Nowak (odc. 1)
- 2005: M jak miłość jako pacjent w przychodni Kotowicza (odc. 371)
- 2005: Samo życie jako doktor Rudzik, lekarz w szpitalu, w którym leżała Anita Kubiak
- 2006: Niania jako aktor (odc. 26)
- 2006: Plebania jako sprzedawca (odc. 789)
- 2006: Egzamin z życia jako ochroniarz (odc. 43)
- 2007: Twarzą w twarz jako prokurator (odc. 5)
- 2007: Mała Moskwa jako kierowca Jury (odc. 1, 2, 4)
- 2008: Czas honoru jako lekarz na oddziale zakaźnym (odc. 13)
- 2009: BrzydUla jako posterunkowy Tomala
- 2009: Majka jako windykator
- 2010: Hotel 52 jako lekarz doktor Szawłowski (odc. 10, 11, 13)
- 2011: Przepis na życie jako członek jury konkursu kulinarnego (odc. 24)
- 2011: Julia jako reżyser (odc. 21, 28)
- 2012: Szpilki na Giewoncie jako Henryk z Solca w klubie karaoke (odc. 44)
- 2012: Wszystko przed nami jako Marek Przybył, szef Fresh Taxi (odc. 20, 22, 23)
- 2013: 2XL jako adwokat (odc. 8)
- 2014: Prawo Agaty jako policjant (odc. 62)
- 2014: Przyjaciółki jako lekarz w szpitalu (odc. 43, 44)
- 2014: Na dobre i na złe jako mężczyzna (odc. 548)
- 2014: Miasto 44 jako dirlewangerowiec
- 2014: Czas honoru. Powstanie jako lekarz Zenon (odc. 7, 8)
- 2014: Barwy szczęścia jako Bronisław Wierzbicki, ojciec Dawida (odc. 1074, 1075)
- 2015: O mnie się nie martw jako rzecznik dyscyplinarny (odc. 14)
- 2015: Singielka jako szef Staszka (odc. 75)
- 2016: M jak miłość jako Raczkowski, adwokat Bilskiego (odc. 1242, 1254)
- 2017: Wojenne dziewczyny jako lekarz (odc. 2)
- 2017: Miasto skarbów jako minister kultury (odc. 1, 6, 13)
- 2017: Belle Epoque jako Słubicki, właściciel kamienicy (odc. 8, 10)
- 2018: W rytmie serca jako ojciec Liliany Burzyńskiej, uczestniczki obozu survivalowego dla młodzieży w Kazimierzu Dolnym (odc. 33)
- 2018: Oko za oko jako Józef Rowicki, prezes firmy Rylex konkurencyjnej dla Plastic Crown (odc. 3)
- 2018: Ojciec Mateusz jako doktor Białobrzeski (odc. 245)
- 2018: Kler jako szef zakładu pogrzebowego
- 2019: Szóstka jako lekarz z izby przyjęć (odc. 4)
- 2019: Na sygnale jako Marek (odc. 215)
- 2019: Młody Piłsudski jako Szlomo Mejuchas (odc. 7)
- 2019: Leśniczówka jako dzielnicowy Adam Dudek (odc. 86)
- 2019: Diagnoza jako Jan Kowalski
- 2019: Zakochani po uszy jako lekarz ginekolog (odc. 98)
- 2020: Stulecie Winnych jako lekarz (odc. 21)
- 2020: Komisarz Alex jako Mateusz Kardasz, ojciec Alicji (odc. 170)
- 2020: Szadź jako Malinowski, ojciec Zuzanny (odc. 2)